# Chiến tranh Pháp – Thái
Chiến tranh Pháp – Thái (tiếng Thái: กรณีพิพาทอินโดจีน tiếng Pháp: Guerre franco-thaïlandaise) (1940–1941) là một cuộc chiến giữa Thái Lan và chính phủ Vichy của Pháp trong các vùng đất của Đông Dương thuộc Pháp mà từng thuộc về Thái Lan.
Các cuộc đàm phán với Pháp ngay trước chiến tranh thế giới thứ hai đã chỉ ra rằng chính phủ Pháp sẵn sàng chỉnh sửa đường biên giới giữa Thái Lan và Đông Dương thuộc Pháp một cách thích hợp, nhưng chỉ ở mức độ nhỏ. Sau khi nước Pháp thất thủ năm 1940, thiếu tướng Plaek Pibulsonggram (thường được biết đến là "Phibun"), thủ tướng Thái Lan, quyết định rằng việc thua trận của nước Pháp đem đến cho người Thái một cơ hội chưa từng có để giành lại những vùng đất đai mà họ đã mất dưới triều vua Chulalongkorn.
Quân Đức xâm chiếm mẫu quốc Pháp khiến cho việc cai trị của Pháp ở những thuộc địa hải ngoại, bao gồm Đông Dương, trở nên vô nghĩa. Việc quản lý các thuộc địa cô lập không còn nhận được những sự hỗ trợ và giúp đỡ từ bên ngoài. Sau khi Nhật Bản tiến vào Đông Dương tháng 9 năm 1940, người Pháp buộc phải cho phép quân Nhật thiết lập những căn cứ quân sự ở đây. Động thái được coi là hèn nhát này đã thuyết phục Phibun rằng chính phủ Vichy sẽ không thể chống lại một cuộc đối đầu với Thái Lan.

## Lực lượng hai bên

### Pháp

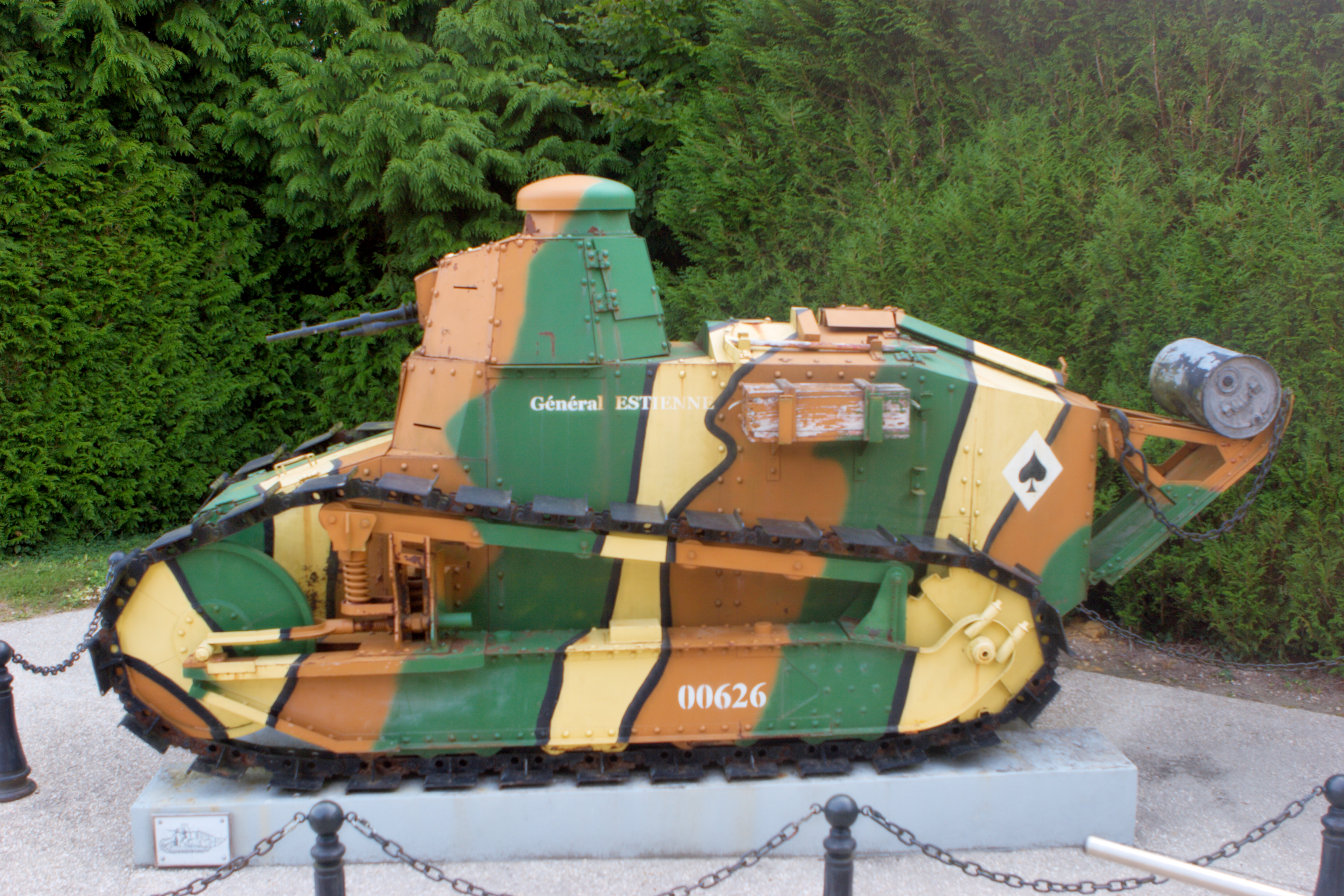
Đội quân của Vichy đã sử dụng một số xe tăng Renault FT-17 thời thế chiến thứ nhất trong cuộc chiến này.

Lực lượng của Pháp ở Đông Dương bao gồm một đội quân xấp xỉ 50.000 lính, trong đó có 12.000 người Pháp, được biên chế thành 41 tiểu đoàn bộ binh, hai trung đoàn pháo binh và một tiểu đoàn công binh. Khuyết điểm dễ thấy của quân Pháp là thiếu xe thiết giáp: chỉ có 20 xe tăng Renault FT-17 đã lỗi thời để chống lại gần 100 xe bọc thép của Lục quân Hoàng gia Thái Lan. Quân chủ lực của Pháp đóng gần biên giới với Thái Lan bao gồm các trung đoàn số 3 và số 4 quân đoàn bộ binh Bắc Kỳ (Tirailleurs Tonkinois) cùng với đó một tiểu đoàn Montagnard, quân thường trực Pháp trong bộ binh thuộc địa và các đơn vị Lê Dương viễn chinh Pháp.
Armée de l'Air có 100 máy bay trong biên chế, trong số đó có 60 chiếc có thể tham chiến, bao gồm 30 chiếc Potez 25 TOEs, 4 chiếc Farman 221, 6 chiếc Potez 542, 9 chiếc Morane-Saulnier M.S.406 và 8 chiếc Loire 130.

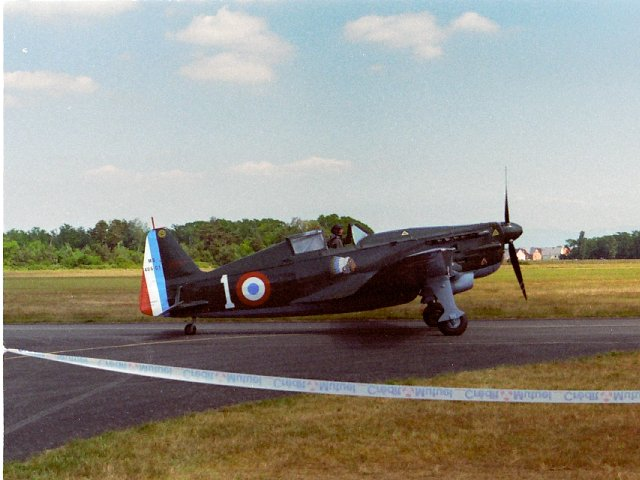
Armée de l'Air Pháp từng sử dụng máy bay chiến đấu Morane-Saulnier M.S.406 (trong ảnh là một máy bay mẫu đang được bảo quản)

### Thái Lan
Quân đội Thái là một đội quân được trang bị khá tốt. Lục quân Hoàng gia Thái Lan tập trung 60.000 quân, phân thành bốn tập đoàn quân, trong đó lớn nhất là Tập đoàn quân Burapha với 5 sư đoàn và Tập đoàn quân Isan với 3 sư đoàn. Các đội hình độc lập chịu sự kiểm soát trực tiếp của Bộ tư lệnh quân đội bao gồm hai tiểu đoàn kỵ binh cơ giới, một tiểu đoàn pháo binh, một tiểu đoàn pháo hiệu, một tiểu đoàn công binh và một trung đoàn thiết giáp. Lực lượng pháo binh trang bị kết hợp các loại pháo Krupp với pháo Bofors hiện đại hơn, trong khi 60 xe tăng Carden Loyd và 30 xe tăng Vickers 6 tấn chiếm phần lớn lực lượng xe tăng của lục quân.
Hải quân Hoàng gia Thái Lan yếu thế hơn Hải quân Pháp khi chỉ có hai tàu tuần duyên, 12 tàu phóng lôi và bốn tàu ngầm.. Tuy nhiên Không quân Hoàng gia Thái Lan lại trội hơn Armée de l'Air về cả mặt số lượng lẫn chất lượng. Trong số 140 máy bay tạo nên sức mạnh tuyến đầu của Thái Lan có 24 máy bay ném bom hạng nhẹ Mitsubishi Ki-30, 9 máy bay ném bom tầm trung Mitsubishi Ki-21, 25 tiêm kích Hawk 75N, 6 máy bay ném bom tầm trung Martin B-10, và 70 máy bay ném bom hạng nhẹ O2U Corsair.

## Chiến dịch
Trong khi các cuộc biểu tình thể hiện chủ nghĩa dân tộc và các cuộc mít tinh chống Pháp được tổ chức tại Bangkok, các cuộc giao tranh nhỏ lẻ diễn ra ở dọc biên giới sông Mekong. Không quân Hoàng gia Thái Lan đã tiến hành các vụ ném bom ban ngày ở Vientiane, Phnom Penh, Sisophon và Battambang. Người Pháp đã trả đũa bằng chính chiếc máy bay của họ, nhưng thiệt hai gây cho đối phương là ít hơn. Những hoạt động của Không quân Thái Lan, đặc biệt trong việc ném bom bổ nhào đã được Toàn quyền Đông Dương Jean Decoux nhận xét một cách miễn cưỡng rằng những chiếc phi cơ Thái Lan dường như được lái bởi những phi công dày dạn kinh nghiệm trận mạc.

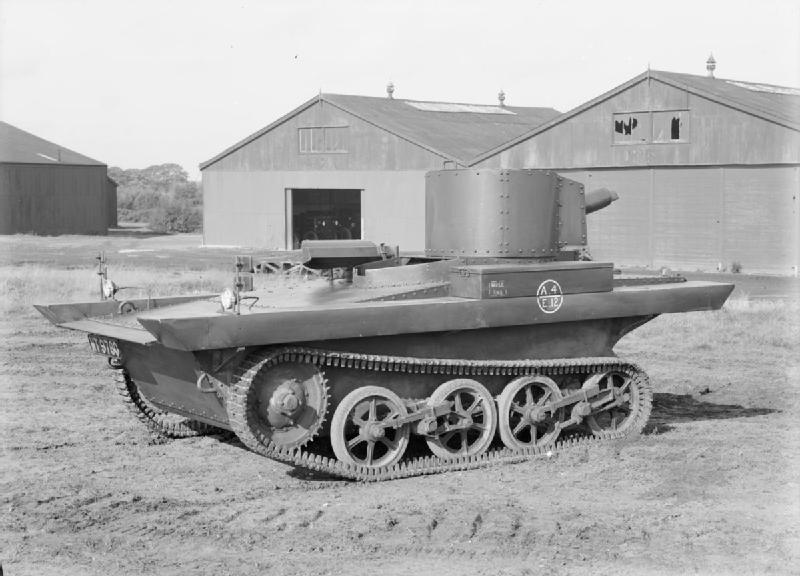
Xe tăng lội nước hạng nhẹ Vicker phục vụ trong quân đội Thái (Xiêm)

## Kết quả

### Thỏa thuận ngừng bắn
Nhật Bản đã làm trung gian hòa giải cho cuộc xung đột này. Một "Hội nghị đình chiến" do Nhật Bản bảo trợ đã diễn ra ở Sài Gòn và một văn kiện sơ bộ cho việc ngừng bắn giữa chính phủ Vichy của tướng Philippe Pétain và Vương quốc Xiêm đã được ký kết trên tàu tuần dương Natori của Nhật ngày 31 tháng 1 năm 1941 và một lệnh đình chiến hoàn toàn được áp đặt vào lúc 10 giờ ngày 28 tháng 1. Ngày 9 tháng 5, một hiệp ước hòa bình đã được ký kết ở Tokyo. Pháp bị Nhật ép buộc phải từ bỏ chủ quyền đối với các vùng đất tranh chấp gần biên giới. Pháp đã phải nhượng lại các tỉnh sau cho Thái Lan:
(từ lãnh thổ Campuchia):
- Battambang và Pailin, hai tỉnh này được tái tổ chức thành tỉnh Phra Tabong của Thái;
- Siem Reap, Banteay Meanchey và Oddar Meanchey, ba tỉnh này được tái lập thành tỉnh Phibunsongkhram;
- Preah Vihear, được gộp vào một phần của tỉnh Champassak của Lào thành tỉnh Nakorn Champassak;
- Koh Kong, ngày nay là một phần của tỉnh Koh Kong và Pursat.

(từ lãnh thổ Lào):
- Xayabury gồm có Luang Prabang, được đổi tên thành tỉnh Lan Chang;
- một phần phía tây tỉnh Champassak bên sông Mekong, sau là tỉnh Nakorn Champassak.

Tuy vậy, thị xã Siem Reap và đền Angkor Wat vẫn thuộc Đông Dương thuộc Pháp.

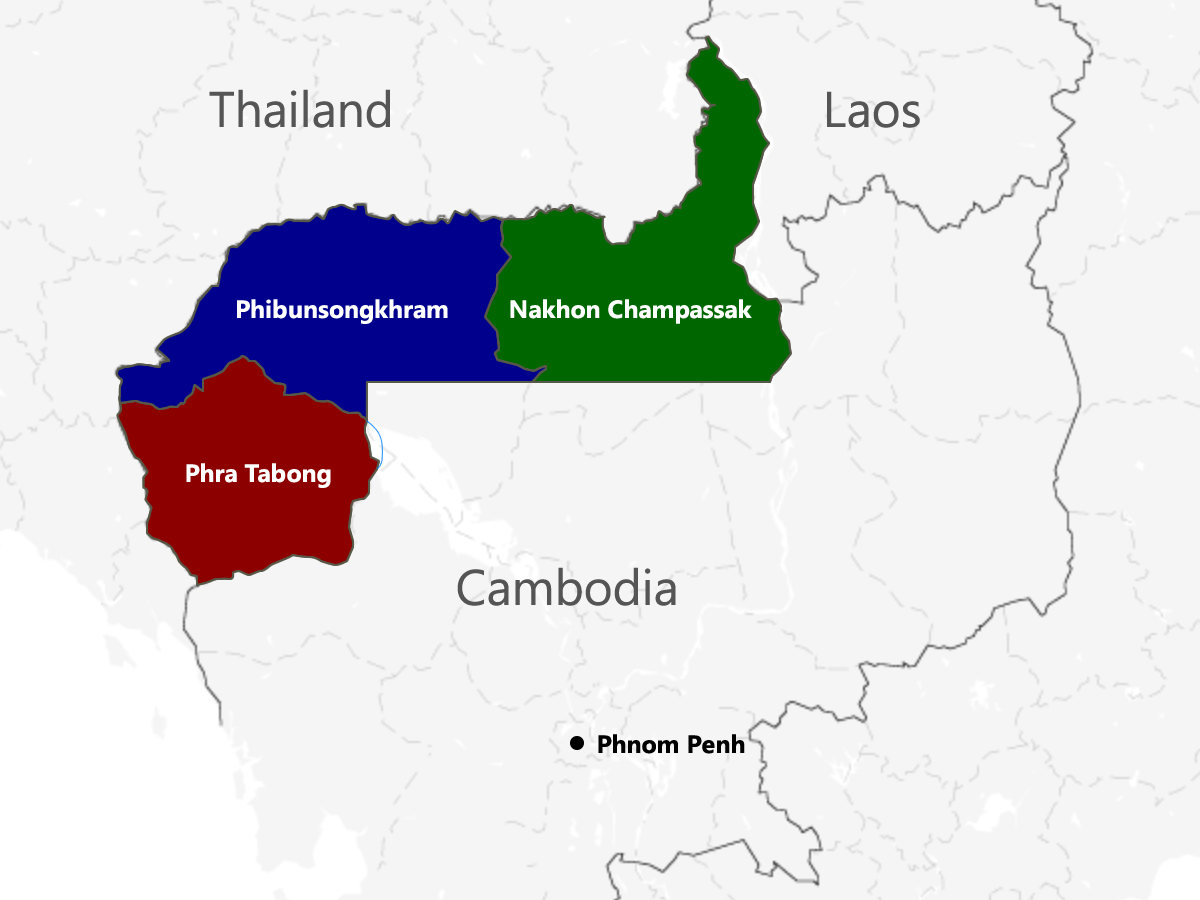
Các tỉnh được Pháp nhượng lại từ Campuchia cho Thái Lan được tập hợp lại thành các tỉnh mới của Thái Lan: Phra Tabong, Phibunsongram và Nakhon Champassak

### Hiệp ước
Những gì cuộc xung đột này đem lại được đông đảo người Thái hoan nghênh và đây cũng được xem như là một chiến thắng cá nhân của Phibun. Đây cũng là lần đầu tiên Thái Lan nhận được sự nhượng bộ từ một cường quốc phương Tây dù rằng là nước yếu hơn. Đối với người Pháp ở Đông Dương, cuộc chiến này là một lời nhắc nhở cay đắng về tình trạng bị cô lập của họ sau khi nước Pháp thất thủ.
Sau chiến tranh, vào tháng 10 năm 1946, tây bắc Campuchia và hai vùng lãnh thổ của Lào bên phía Thái Lan sông Mê Kông được trả chủ quyền lại cho Pháp khi Chính phủ lâm thời Pháp đe dọa phủ quyết việc Thái Lan trở thành thành viên của Liên Hiệp Quốc. Điều này dẫn đến việc ký kết Hiệp ước dàn xếp Pháp-Xiêm năm 1946 nhằm giải quyết vấn đề và mở đường cho việc khôi phục quan hệ ngoại giao giữa hai nước.

### Thương vong
Con số thương vong của Pháp là 321, trong đó có 15 sĩ quan. Tổng số binh sĩ bị mất tích sau ngày 28 tháng 1 là 178 người (6 sĩ quan, 14 hạ sĩ quan và 158 lính.). Có 222 người trở thành tù binh của Thái Lan (17 lính Bắc Phi, 80 lính Pháp và 125 người Đông Dương).
Lục quân Thái Lan tổn thất 54 binh sĩ thiệt mạng và 307 binh sĩ bị thương. Có 41 lính thủy đánh bộ và lính hải quân của Thái bị thiệt mạng trong khi bị thương 67 người. Trong trận Ko Chang có 36 binh sĩ Thái Lan bị giết, trong đó có 20 thuộc tàu HTMS Thonburi, 14 người tàu HTMS Songkhla và 2 người thuộc tàu HTMS Chonburi. Không quân Thái mất 13 người. Con số binh sĩ Thái bị Pháp bắt chỉ là 21 người.